# جون هالسي
جون هالسي (بالإنجليزية: John Halsey)‏ هو طبال بريطاني، ولد في 23 فبراير 1945 في هايغيت في المملكة المتحدة.

## وصلات خارجية
- جون هالسي على موقع IMDb (الإنجليزية)
- جون هالسي على موقع ميوزك برينز (الإنجليزية)
- جون هالسي على موقع أول ميوزيك (الإنجليزية)
- جون هالسي على موقع ديسكوغز (الإنجليزية)
- جون هالسي على موقع قاعدة بيانات الفيلم (الإنجليزية)